# Daguet gris
Mazama gouazoubira
Espèce
Répartition géographique
Statut de conservation UICN

 LC  : Préoccupation mineure
Le Daguet gris (Mazama gouazoubira), est un cervidé de taille moyenne d'Amérique latine, où il habitait traditionnellement depuis le sud du Mexique jusqu'au nord de l'Argentine. Dans le département français de la Guyane, l'espèce est interdite au commerce mais peut être chassée pour la consommation de subsistance.
Noms espagnols : Corzuela parda, guazuncho, viracho, guazú virá ou masuncho.
Noms portugais (Brésil) : veado-catingueiro, veado-virá, guaçutinga, suaçupita.
Noms employés en Guyane : Cariacou (Créole guyanais), kaliaku (Wayampi), kalidjaku (Teko), kaliagu (Kalina), dia, kayaku (Nengue tongo), paadu, m’bata (Saramaka)
Aujourd'hui son habitat est quelque peu réduit étant donné la pression cynégétique, mais aussi à cause de la destruction de son habitat. Cependant il reste relativement abondant et n'est pas considéré comme étant en danger.

## Description
Le Daguet gris ne présente pas un grand dimorphisme sexuel. Les mâles comme les femelles atteignent entre 55 et 65 cm de hauteur au garrot, et jusque 140 cm de long. Son poids atteint quelque 25 kg. La coloration de son pelage est brun grisâtre, avec une nuance grise qui le distingue des autres espèces de Mazama, genre dont il est en outre l'espèce ayant la plus grande taille. Il présente à la partie inférieure de la queue et sur le ventre une couleur blanchâtre. L'individu juvénile est plus sombre, avec des taches blanches sur les flancs et le dos. À partir de l'âge d'un an les mâles développent des bois sans ramifications qui atteignent 15 cm de long.

## Habitat
Le Daguet gris habite normalement dans des zones boisées, ouvertes ou semi-ouvertes. Il s'alimente de pousses tendres, de feuilles, de champignons et de fruits. Il décortique de plus les troncs d'arbre pour signaler son territoire. Habituellement il vit en solitaire ou en couple et est très territorial, marquant le périmètre de sa zone avec des fèces, de l'urine et une sécrétion à forte odeur qui provient de petites glandes antéorbitales, interdigitales et frontales. Le territoire d'un Daguet gris s'étend au minimum sur un hectare. Cependant les endroits où il se trouve en une telle densité (100 au km²) sont rares et la moyenne de densité de sa population est beaucoup plus basse.

## Activité
Il est actif la nuit et au crépuscule, exceptionnellement la matinée en hiver. Pendant les heures de fortes chaleur, il se retire dans des sections de bois plus épaisses ou dans des passages à hautes herbes pour se reposer. Dans les zones d'activité humaine ou de chasse son caractère nocturne s'accroit.

## Reproduction
La reproduction a lieu en automne normalement. La gestation dure quelque 220 jours et la mise bas se conclut par un unique petit, exceptionnellement deux. Les petits restent avec leur mère jusqu'à l'âge de huit mois. Ils pèsent entre 500 g et un kilogramme à la naissance. Durant cette période, la femelle se maintient dans des zones de bois touffus pour éviter les prédateurs. La maturité sexuelle survient entre l'âge de 1 et 2 ans.